# Josephoartigasia monesi
Josephoartigasia monesi é uma espécie fóssil de roedores que viveu no Pliocénico (há 4-2 milhões de anos) na região do actual Uruguai. A espécie pertence à família Dinomyidae de roedores pré-históricos.
O Josephoartigasia monesi era do tamanho de um hipopótamo, com cerca de 3 metros de comprimento e 1,5 metros de altura, pesando perto de 1 tonelada. Com estas dimensões, o Josephoartigasia monesi é o maior membro da ordem dos roedores, incluindo espécies modernas e fósseis.  O crânio do espécime encontrado media 53 cm de comprimento e revelou uma dentição que sugere que estes animais eram exclusivamente herbívoros.
Os cientistas chegaram à esta conclusão depois de analisar o crânio do animal, que havia vinte anos se encontrava esquecido em um porão do Museu de História Natural do Uruguai, situado em Montevidéu.
O nome, escolhido em 2007, é uma homenagem ao considerado maior prócer uruguaio, o caudilho José Artigas.